# Lyubov Golanchikova
Lyubov Golanchikova (en ruso: Любовь Александровна Голанчикова, Ljuba Galantchikoff) (Viljandi, 1889 – Nueva York, 28 de marzo de 1959) fue una aviadora rusa, la tercera mujer del Imperio Ruso en recibir una licencia de piloto. Probablemente nació en la actual Estonia. Fue la primera mujer piloto de pruebas, probando aviones para Anthony Fokker, la empresa aeronáutica francesa Morane-Saulnier y el fabricante de aviones ruso Fedor Tereshchenko. Durante la Primera Guerra Mundial, voló en misiones para la Cruz Roja y, durante la guerra civil, es posible que volara en misiones de observación para el Ejército Rojo. En 1923 se trasladó a Estados Unidos y realizó varios intentos de ser la primera mujer en realizar un combate transatlántico, aunque ninguno llegó a buen puerto. Después de 1930, dejó de volar y trabajó en varios puestos, incluso como taxista.

## Variantes de nombre y lugar de nacimiento
Existe cierta confusión sobre el lugar de nacimiento de Golanchikova y la ortografía de su nombre. Aunque parece que sus padres eran de etnia rusa, se ha sugerido que nació en Viljandi, ahora en Estonia, pero en el momento de su nacimiento en el Imperio Ruso. En 2006, el autor e historiador aeronáutico estonio Toivo Kitvel, de Tallin, afirmó en el sitio web Early Birds of Aviation que tenía una copia del registro de nacimiento greco-ortodoxo de Viljandi con un registro de su nacimiento y bautismo. Aunque es posible que se haya criado en San Petersburgo, los artículos rusos en los que se afirma que nació en San Petersburgo, son probablemente erróneos.
Debido a la dificultad de transliterar los nombres rusos al inglés y a las propias variaciones de Golanchikova en el uso de su nombre, existen diversas variantes. Entre ellas, Ljuba Galantchikova (en ruso), Lioubov Golantchikova (en francés), Ljuba Galantschikoff (en alemán), y Ljuba Golantšikova (en estonio). Un ejemplo de su propia firma en letra cursiva del norte de Europa (véase la foto del recuadro) es probablemente L. Galantchikoff. La "T" se ha interpretado a veces como una "S", dando L. Galanschikoff. Incluso en los últimos tiempos, las transliteraciones de su nombre son numerosas.
Tras su traslado a Estados Unidos, utilizó el nombre Luba Phillips para la prensa estadounidense, pero pudo haber usado Luba Philipoff o Philippoff oficialmente. Cuando la prensa estadounidense informó su nombre de soltera, lo hizo como Luba Galanchikoff o como Luba Galanschikoff.

## Primeros años
Lyubov Alexandrovna Golanchikova nació en 1889 en Viljandi, en el Imperio Ruso, siendo la sexta hija de Olga y Aleksander Golantschikoff. La familia era ortodoxa rusa, por lo que llevaba un nombre ruso. Su familia era de medios modestos. Su padre trabajaba como funcionario de correos en Viljandi, pero murió antes de que Golanchikova cumpliera su primer año de vida.
Los libros de la iglesia dicen que Olga se volvió a casar el 26 de agosto de 1890 con Karl Grünwald, nacido en la gobernación de Pskov, que tenía un taller en la calle Tartu 21. Con el nuevo matrimonio de su madre, Golanchikova tenía ahora un padrastro.
En 1910, Golanchikova fue a estudiar a San Petersburgo. Su padrastro la animó a estudiar contabilidad. Aunque se matriculó en cursos de contabilidad, el trabajo le pareció poco estimulante y se convirtió en actriz infantil, trabajando en el vodevil como cantante y bailarina. Fue descubierta por un tal Arnold Oskarovtich (Arnold el hijo de Oskar, se cree que era estonio), el empresario de "Folie Bergere", que la invitó a actuar en Villa Rode, un restaurante junto al hipódromo de Kolomyazhskiy. Allí adoptó el nombre artístico de "Molly Moret"(en ruso: Мили Море).

## Interés por el vuelo
El 27 de abril de 1910, en los terrenos del hipódromo, y también junto a Villa Rode, tuvo lugar el primer espectáculo aéreo ruso, que duró dieciocho días. Además de los aviadores rusos menos conocidos, el espectáculo contó con la visita de los aviadores más populares de la época: Charles Edmonds, Hubert Latham, Leon Morane, y también la primera aviadora - la baronesa Raymonde de Laroche. Golantchikova, alias "Molly More", asistió con sus amigos como espectadora. El espectáculo aéreo tuvo mucho éxito.
Hacia el final del verano, tuvo lugar un segundo espectáculo aéreo. Se llamó Festival Aeronáutico de toda Rusia, y se inauguró en el entonces nuevo aeródromo del Comandante (Комендантский аэродром). Los trucos aéreos que realizaron Lebedev, Utotchkin y Mijail Efimov, los pilotos militares Gorshkov y Rudnev, entre otros, tomaron la ciudad por asalto. Después de asistir a ese festival, "Molly" comenzó a leer todo lo que podía encontrar sobre el vuelo, y se reunió con los numerosos pilotos que eran todos jóvenes y de su misma edad. En el otoño de 1910, Golanchikova conoció a Mikhail N. Efimov, un antiguo electricista de Odessa, que la llevó a volar como pasajera, y a partir de entonces, decidió que aprendería a volar. Para ello, empezó a reunir dinero durante el invierno para asistir a la escuela la primavera siguiente.

## Educación y clases de vuelo
Cuando Golanchikova empezó a volar en 1911, iba a la escuela y a las clases de vuelo durante el día y trabajaba por las noches, graduándose en el instituto al mismo tiempo que recibía su licencia de piloto. Se incorporó a la Escuela de Vuelo de Shchetinin en el aeródromo de Gatchina y aprobó su examen, y el 9 de octubre de 1911 se convirtió en la tercera mujer rusa con licencia de piloto.

## Espectáculos aéreos
Tras obtener su licencia, Golanchikova intentó encontrar trabajo como piloto o en partos, pero no lo consiguió, ya que los posibles empleadores sugirieron que pilotar no era cosa de mujeres. Se dio cuenta de que, si quería volar, la única vía que tenía era actuar en espectáculos aéreos. Para entonces, el nombre artístico "Molly More" se desprendió.
En abril de 1912, Golanchikova fue invitada por el club aéreo local a una exhibición en Riga, donde sufrió un grave aterrizaje forzoso, pero escapó con heridas leves y regresó a San Petersburgo. Una gaceta de San Petersburgo afirmó que un espectador insensato había lanzado un grueso palo de madera al avión, lo que había provocado el accidente.
A finales del verano de 1912, se celebró en San Petersburgo el "Segundo Concurso Militar del Aire" y, a pesar de estar lesionada, Golanchikova probó varios aviones nuevos, realizando maniobras acrobáticas con habilidad. Tenía la capacidad de señalar con precisión las deficiencias de cada avión, y los ingenieros empezaron a tomar notas. Entre ellos se encontraba Anthony Fokker, a quien conoció en la exposición: le pidió a "Fräulein Galantchikova" su opinión sobre su nuevo avión, y ella le dijo que le gustaba cómo se "manejaban" sus aviones.
Posteriormente, Fokker invitó a Golanchikova a Berlín para que participara en un espectáculo aéreo internacional que se celebraría en otoño de 1912. Durante los siguientes meses, voló en eventos de barnstorming por toda la rural de Rusia y Polonia.
En el espectáculo aéreo internacional celebrado el 22 de noviembre de 1912, Golanchikova se lanzó al aire estableciendo un nuevo récord mundial de altitud para mujeres de 2.200 metros, pulverizando el récord anterior de 825 metros en poder de la piloto alemana Melli Beese.

## Carrera
A principios de 1913, Fokker le ofreció un trabajo a Golanchikova como piloto principal, volando a ciudades europeas para promocionar sus aviones. Cuando ella empezó a pilotar sus aviones, pensó que tener a una mujer guapa involucrada sería "una gran publicidad". Aunque añoraba su casa, estaba decidida a quedarse en Alemania, ya que en Rusia no podría encontrar trabajo profesional como piloto. Pero, en julio de 1913, la empresa aeronáutica francesa Morane-Saulnier fabricó un avión biplaza y contrató a Léon Letort para que lo probara. Voló el trayecto de París a Berlín, y luego ofreció a Golanchikova la oportunidad de volar con él en el viaje de vuelta como navegante. Después de obtener el acuerdo de Fokker para realizar el vuelo con Letort, despegaron hacia París. Las malas condiciones meteorológicas dificultaron el vuelo y, tras muchas dificultades, cuatro días después se estrellaron en un campo cerca de la ciudad de Bray-sur-Seine, a unos 100 km al sureste de París. El avión no sufrió daños y al día siguiente el dúo fue agasajado con una gran recepción.
Cuando regresó a su habitación en el Hôtel du Brabant, la habitación de Golanchikova estaba llena de ramos de flores, uno de los cuales tenía la tarjeta de visita de Fedor Fedorovich Tereshchenko, un rico productor de azúcar ucraniano. Tereshchenko tenía un negocio de construcción de aviones y quería contratar a alguien para que probara sus diseños. Cuando su contrato con Fokker expiró, cuatro meses después, Golanchikova regresó a Rusia para trabajar para Tereshchenko. El 1 de diciembre de 1913, firmó un contrato para convertirse en la primera mujer piloto de pruebas, aceptando probar el avión "Farman-22" fabricado en el taller de aviones Chervonskaya, en Chervone. Cuando su contrato terminó al cabo de un año, Golanchikova regresó a Moscú y se casó con Boris Philipoff, que era conocido como el "Rey del Pan de Rusia".
Durante la Primera Guerra Mundial, Golanchikova llevó suministros de la Cruz Roja y en 1917, voló como observadora para la Fuerza Aérea Imperial, sirviendo con el 26º Escuadrón de Reconocimiento del Cuerpo. Durante la Revolución Rusa, Golanchikova cambió de bando y voló para la Flota Aérea Roja, además de entrenar a sus pilotos. Es posible que haya volado en varias misiones para las fuerzas revolucionarias durante la guerra civil.
En octubre de 1923, "Boris y Lubow Philipoff" (según el manifiesto) emigraron a Estados Unidos a bordo del S.S. Baltic de la White Star Line. Después de llegar a Estados Unidos, pasó a ser conocida como Luba Phillips en Estados Unidos y Ljuba o Luba Galanchikoff en el extranjero. En junio de 1927, Phillips intentó un récord de altitud volando con W. L. Stultz a los mandos. Aunque había observadores de la prensa y el altímetro subió a once mil pies, el vuelo no fue oficial, ya que no asistió ningún representante de la Asociación Nacional de Aeronáutica.
Phillips tenía previsto realizar un vuelo transatlántico de Nueva York a Roma el 10 de julio de 1927 pero el plan no se materializó. Tres días después del intento fallido, seguía esperando convertirse en la primera mujer en cruzar el Atlántico. Phillips firmó un contrato de un año por los derechos cinematográficos con el productor teatral Oliver Morosco para el intento. Aunque hizo varios planes, de Nueva York a Francia, de Nueva York a Londres, y de Nueva York a Leningrado, no completó ninguno de los viajes y parece que dejó de volar en 1930, cuando empezó a trabajar en un salón de belleza en el Hotel Ansonia de Nueva York. Su marido murió en Manhattan en 1936 y en la década de 1940 Phillips condujo un taxi en la ciudad de Nueva York.
Phillips murió el 28 de marzo de 1959, en la ciudad de Nueva York.

### Citas
1. ↑  Kitvel, 2006.
2. 1 2 3 4 5 6 7 8 9 10 11 12 13 14  Reinart, Heili (22 de agosto de 2017). «Viljandlanna Ljubov Galantchikoff – üks esimesi naisi lennunduses lõpetas New Yorgi taksojuhina». Postimees (en estonio). Consultado el 22 de agosto de 2017.
3. ↑  Авиация Первой Мировой Войны, n.d..
4. 1 2 3  Centennial of Women Pilots, 2015.
5. ↑  Livres Groupe, 2010.
6. ↑  Historisches Luftfahrtarchiv Köln, 2011.
7. ↑  Sakala, 2013.
8. ↑  Moia Russia, 2016.
9. 1 2 3  The Kane Republican, 1927, p. 2.
10. 1 2  New York Passenger Lists, 1923, p. 795.
11. 1 2  New York City Municipal Deaths, 1936.
12. 1 2 3  White, 1927, p. 1.
13. 1 2  The Daily Intelligencer, 1959, p. 1.
14. 1 2 3 4 5 6  Semenov, 1978, p. 18-19.
15. ↑  Kelday, 2011.
16. 1 2 3 4 5  Lebow, 2002, p. 95.
17. 1 2  The San Antonio Light, 1944, p. 42.
18. 1 2 3 4 5 6 7 8 9 10  Lavrenets, n.d..
19. 1 2 3 4 5  Zakharov, 1988, pp. 40–41.
20. ↑  Zakharov y Hamer, 2008.
21. ↑  Lebow, 2002, p. 72.
22. ↑  Leidsch Dagblad, 1986, p. 20.
23. ↑  l’Aérophile, 1913, p. 379.
24. 1 2  Lebow, 2002, p. 97.
25. ↑  Calvo, 1927, p. 10.
26. 1 2  Streather, 2010, p. 27.
27. 1 2 3 4 5  Lebow, 2002, p. 98.
28. ↑  The Evening News, 1927, p. 23.
29. ↑  The El Paso Herald, 1927, p. 5.
30. ↑  The Kokomo Tribune, 1927, p. 8.
31. ↑  The Afton Star Valley Independent, 1927, p. 5.
32. ↑  The Lancaster Eagle-Gazette, 1927, p. 7.
33. ↑  The Chillicothe Constitution-Tribune, 1928, p. 8.